# L'Île des adieux
Pour la chanson des Bee Gees, voir Islands in the Stream.
Pour plus de détails, voir Fiche technique et Distribution.
L'Île des adieux (Islands in the Stream) est un film américain réalisé par Franklin J. Schaffner, sorti en 1977. Le film est tiré d'un des ouvrages posthumes d'Ernest Hemingway sous le titre Îles à la dérive paru en 1970. 
Le film marque les retrouvailles du réalisateur et de l'acteur de Patton, tous deux oscarisés pour ce film.

## Synopsis
En 1940, Thomas Hudson s'est retiré dans une île des Bahamas, menant une vie tranquille et solitaire. Mais, l'arrivée de ses trois fils et l'entrée imminente des États-Unis dans le conflit de la Seconde Guerre mondiale vont venir perturber son existence.

## Fiche technique
- Réalisation : Franklin J. Schaffner
- Producteur : Peter Bart, Max Palevsky
- Scénario : Denne Bart Petitclerc, d'après le roman de Ernest Hemingway
- Photographie : Fred J. Koenekamp
- Montage : Robert Swink
- Musique : Jerry Goldsmith
- Société de production : Paramount Pictures
- Pays :  États-Unis
- Langue : anglais
- Genre : drame
- Durée : 105 minutes
- Dates de sortie :
- États-Unis :  9 mars 1977
- France :  16 novembre 1977

## Distribution
- George C. Scott (V. F. : André Valmy) : Thomas Hudson
- David Hemmings : Eddy
- Gilbert Roland (V. F. : Jean-François Laley) : Capitaine Ralph
- Hart Bochner : Tom
- Susan Tyrrell (V. F. : Perrette Pradier) : Lil
- Richard Evans (V. F. : Pierre Trabaud) : Willy
- Claire Bloom (V. F. : Julia Dancourt) : Audrey
- Julius Harris (V. F. : Jean Violette) : Joseph
- Brad Savage : Andrew
- Hildy Brooks : Helga Ziegner
- Charles Lampkin : un policier

## Autour du film
- Malgré un accueil critique favorable, le film a été un échec commercial, à la différence de Patton, réalisé sept ans plus tôt.

- Outre les retrouvailles de l'acteur et du réalisateur, le film marque la 5e collaboration de Franklin J. Schaffner avec le compositeur Jerry Goldsmith. Ce dernier avouera au cours de plusieurs interviews que la musique qu'il a composée pour ce film est sûrement l'une de ses préférées, notamment parce que le film est resté injustement confidentiel, en dépit de ses qualités artistiques.

- Le scénario, écrit par Denne Bart Petitclerc (1929–2006), est inspiré d'assez loin par le roman d'Hemingway.

- Le film reçoit une nomination pour l'Oscar de la meilleure photographie 1978 du directeur de la photographie Fred J. Koenekamp.